# Циклобарбитал
Циклобарбитал (Cyclobarbitalum). 5-Этил-5-(циклогексен-1-ил)-барбитуровая кислота.
Снотворное средство для взрослых людей.
Синонимы (кислоты или её кальциевой соли): Фанодорм, Athylhexabital, Cavonyl, Cyclobarbital, Cyclobarbitone, Cyclohexal, Cyclonal, Cyclosedal, Dormiphan, Dormiphene, Fanodormo, Hexemal, Hypnoval, Normanox, Palinum, Panodorm, Phanoctal, Phanodorm, Philodorm, Prodorm, Somnokalan и др.

## Физические свойства
Белый кристаллический порошок слабогорького вкуса. Практически нерастворим в воде, легко растворим в спирте и эфире. По химическому строению близок к фенобарбиталу, но вместо фенильного радикала к атому С5 барбитурового кольца присоединён циклогексенильный радикал, входящий также в состав молекулы гексенала.

## Общая фармакологическая информация
Препарат быстро всасывается из желудочно-кишечного тракта. В организме относительно быстро расщепляется, главным образом в печени. При нарушении функции печени разрушение препарата замедляется.
По фармакологическим свойствам близок к этаминал-натрию, но быстрее метаболизируется и выводится из организма, поэтому действует менее продолжительно и вызывает меньше побочных эффектов чем другие барбитураты При длительном применении развивается привыкание, по одному из коммерческих названий препарата называемое «фанодормизм».
Назначают как снотворное средство. После приёма циклобарбитала (разовая доза для взрослых 0,1—0,2 г за полчаса до отхода ко сну сна) сон продолжается 5—6 ч.
Циклобарбитал исключён из номенклатуры лекарственных средств, но до 2019 года применялся в составе комбинированного препарата, выпускаемого в Польше под названием «Реладорм» (Reladorm). Таблетки «Реладорм» содержат 0,1 г циклобарбитала (фанодорма) и 0,01 г (10 мг) реланиума (диазепама). Смесь снотворного средства и транквилизатора усиливает успокаивающее и снотворное действие.
28.05.2019 года Министерством здравоохранения Российской Федерации принято решение об отмене государственной регистрации препарата "Реладорм".

## Форма выпуска
Форма выпуска: таблетки в упаковке по 10 штук.

## Хранение
Хранение: список Б. Препарат подлежит предметно-количественному учёту.